# La Florida, Tenampulco
La Florida är en ort i Mexiko.   Den ligger i kommunen Tenampulco och delstaten Puebla, i den sydöstra delen av landet, 190 km öster om huvudstaden Mexico City. La Florida ligger 138 meter över havet och antalet invånare är 113.
Terrängen runt La Florida är platt åt nordväst, men åt sydost är den kuperad. Runt La Florida är det ganska tätbefolkat, med 62 invånare per kvadratkilometer. Närmaste större samhälle är Ciudad de Cuetzalan, 19,4 km sydväst om La Florida. Omgivningarna runt La Florida är huvudsakligen savann.